# Asen Velikov
Pour les articles homonymes, voir Velikov.
Asen Velikov, (en bulgare : Асен Великов), né le 11 janvier 1986 à Pleven, en Bulgarie, est un joueur bulgare de basket-ball, évoluant au poste de meneur. 